# Volodymyr Malynkovyč
Volodymyr Dmytrovyč Malynkovyč (* 28. srpna 1940, Sumy) je ukrajinský politik, publicista, někdejší disident a člen Ukrajinské Helsinské skupiny. Původním vzděláním je endokrinolog. Roku 1980 na nátlak KGB emigroval do Německa a pracoval jako redaktor Radia Svoboda v Mnichově. Po pádu sovětského režimu byl poradcem prezidenta Leonida Kučmy a ukrajinským politikem. Od roku 2008 žije s rodinou v Mnichově.

## Život
Narodil se 28. srpna 1940 v Sumách jako syn armádního důstojníka, veterána druhé světové války a vojenského historika. Po absolvování střední školy pracoval Volodymyr dva roky jako soustružník v závodě Kinap v Kyjevě. Nastoupil na právnickou fakultu Leningradské univerzity, ale byl vyloučen za aktivní opoziční činnost v Komsomolu z druhého ročníku.
V roce 1967 absolvoval Kyjevský lékařský institut a byl odveden do sovětské armády jako vojenský lékař. V 60. letech byl přesvědčeným socialistou a internacionalistou a zajímal se o Pražské jaro. Učil se česky, aby mohl číst Rudé právo. Později se setkal i s některými protagonisty reforem (Goldstücker, Šik, Mlynář). V témže roce napsal dopis tehdejšímu ministru obrany SSSR maršálu A. A. Grečkovi kritický k sedmidenní agresi SSSR a arabských zemí proti Izraeli. Ráno 21. srpna 1968 před politickým komisařem otevřeně protestoval proti invazi sovětských vojsk do Československa. Byl zatčen, měsíc zadržován v izolaci zvláštního oddělení Kyjevského vojenského okruhu, v roce 1969 postaven před „čestný soud“ a vyloučen ze sovětské armády. Armáda měla obavy z přílišné publicity, protože Malynkovyčova manželka byla zaměstnána v mezinárodním oddělení na Kyjevské Univerzitě, kde učila zahraniční studenty. Mezi Malynkovyčovy přátele v té době patřili další známí disidenti jako Pavel Litvinov, kteří by ho podpořili, a proto upustila od veřejného procesu.
Od roku 1970 pracoval jako obvodní lékař, později jako radiolog a vědecký pracovník ve Výzkumném ústavu Endokrinologie a Metabolismu v Kyjevě, kde roku 1973 obhájil doktorskou práci. Pohyboval se v okruhu divadelníků a kyjevské inteligence, kde se četly zakázané texty Mandelštama, Cvětajevové a Bulgakova. Znal se s V. Někrasovem, J. Ziselsem, M. Biloruscem, právníky Gorodisským, Kiselevem a Marcelem Pavlovičem. Zúčastnil se demonstrací u pomníku Tarase Ševčenka a v Babim Jaru. V roce 1970 začal přispívat do prvního necenzurovaného bulletinu o lidských právech v SSSR Хроника текущих событий (Kronika současného dění). Seznámil se s Oksanou Meško, která byla pod dohledem KGB a v telefonických rozhovorech otevřeně informoval Andreje Sacharova o svém sledování. Roku 1977 podepsal dopis Bělehradské konferenci o bezpečnosti a spolupráci v Evropě s žádostí o podporu a propuštění vězněného disidenta Petro Vinse. V říjnu 1978 se připojil k Ukrajinské Helsinské skupině. Po odsouzení Oksany Meško do vyhnanství ji ve vedení Helsinské skupiny zastoupil.
Byl tzv. "rozpracováván" tajnou službou KGB, která prováděla domovní prohlídky a sledovala ho. Vyšetřování vedl vysoký důstojník KGB, budoucí šéf SBU a ministerstva vnitra Ukrajiny Volodymyr Radčenko. Navzdory nátlaku a výhrůžkám ze strany KGB odmítl vzdát se členství v Ukrajinské Helsinské skupině. Byl opakovaně přepaden a zbit „neznámými“ agenty KGB.
V roce 1980 byl pod hrozbou KGB, že bude odsouzen za znásilnění, donucen opustit s rodinou zemi a odejít do exilu v Německu. V Mnichově pracoval jako vedoucí redaktor ruského servisu Rádia Svoboda, byl členem redakční rady časopisu "Forum", vedl evropskou kancelář Ukrajinské Helsinské skupiny a byl zakládajícím členem International Helsinki Association. Přispíval do exilových periodik, zejména časopisu "Suchasnist".
V roce 1992 se vrátil na nezávislou Ukrajinu. V roce 1994 vedl informační a analytické centrum ve volebním štábu Leonida Kučmy, kde zastával proruské postoje. Jak sám tvrdil, navrhl zařadit do Kučmova volebního programu myšlenku přiznat ruštině status státního jazyka. Po Kučmově vítězství ve volbách v roce 1994 pracoval jako politický poradce prezidenta. Na protest odstoupil, když se do čela SBU postavil bývalý důstojník KGB, generál Volodymyr Radčenko.
V letech 1995 - 1997 vedl Institut pro problémy integrace při Kyjevském centru politických studií a řešení konfliktů. V roce 1997 byl spolupředsedou volebního bloku „SLON“ - „Sociální a liberální unie“ -, jehož idejemi byly liberální reformy, strategické partnerství s Ruskem a udělení statusu úředního jazyka ruštině. Blok opustil hned na začátku volební kampaně, když z etických důvodů vyjádřil nesouhlas s některými kandidáty na stranické kandidátce. Následně vstoupil do Strany regionální obrody Ukrajiny (nyní Strana regionů).
Od roku 1998 je ředitelem ukrajinské pobočky Mezinárodního institutu humanitárních a politických studií založeného v Rusku. Ve volbách do Nejvyšší rady v roce 1998 kandidoval za Stranu regionů. V dubnu 2001 vedl prezidentskou komisi pro podporu demokratizace a rozvoje občanské společnosti. Působil také jako tajemník Komise pro přípravu ústavní reformy a od roku 2002 byl předsedou Komise pro podporu demokracie a rozvoje občanské společnosti.
8. listopadu 2006 mu prezident Ukrajiny Viktor Juščenko udělil Řád za odvahu 1. třídy.
V roce 2008 se vrátil do Mnichova.

### Osobní život
Volodymyr Malynkovyč se oženil během studia medicíny a se svou ženou Galinou měl v té době syna Vadyma. Jeho manželka absolvovala právnickou fakultu Leningradské univerzity, ze které byl on sám předtím vyloučen. Koncem 70. let, kdy působil jako člen Ukrajinské Helsinské skupiny, se mu narodila dcera. Po návratu na Ukrajinu v roce 1992 jeho žena vážně onemocněla a v důsledku nesprávné léčby v roce 1997 zemřela.
Jeho druhá manželka a děti z tohoto manželství, Ihor a Maša, žijí v Mnichově. Maša je politoložka a novinářka.

### Politická stanoviska
Ve svých četných rozhovorech na Ukrajině opakovaně zdůrazňoval, že je levicový internacionalista. Považuje se za „stoupence evropského řádu založeného na sociálnědemokratických principech“
V diskusi o Ukrajině v Radiu Svoboda roku 2017 o ruské okupaci Donbasu prohlásil:
„Vidím pouze dvě cesty k řešení problému Donbasu: jednou je další rozvoj minských dohod, které se dostaly do hluboké slepé uličky. A druhou je takzvaná zeď. Pokud tomu rozumím, nyní (v Putinově prohlášení) se hovoří o druhé možnosti, tj. o zastavení bojů a vytvoření jakési demilitarizované zóny. Ukrajina si řeší své vlastní problémy v rámci velké Ukrajiny a Donbas, ta část Donbasu, která je považována za okupovanou Ukrajinou, bude za takovou uznána a bude nějakou dobu viset. ...Domnívám se, že tato část Donbasu není okupována ruskými vojsky, i když přítomnost Rusů tam je, i když zdaleka ne poslední. Především mám na mysli pomoc se zbraněmi."
O sestřelení Boeingu-777 u Doněcka:
„Nepochybuji o tom, že Boeing byl sestřelen z Buku, ruského Buku, ale nevěřím, že na Boeing bylo stříleno úmyslně, protože v tom nevidím pro Rusy žádný smysl. Stříleli na cíl ve vzduchu, který mohl být jiný, ale zasáhli Boeing. Nebyla to cílená střelba na holandské letadlo - střílelo se na nějaký objekt, což mohlo být ukrajinské letadlo, ale zároveň odpovědnost za sestřelené holandské letadlo nenesou jen ti, kdo letadlo sestřelili, ale také dispečeři, kteří letadlu umožnili přelet nad oblastí, kde probíhají vojenské operace."
Redaktor ruské redakce Radia Svoboda Vitalij Portnikov v reakci na Malynkovyčovy smířlivé postoje vůči Rusku považuje za chybu označovat Malynkovyče za „politologa“ a označil ho za „agenta Kremlu“.<ref name= RS017>

### Dílo

#### Publikace
- V. Malynkovyč, Hunger in Ukraine: 1932–33, (1983)[2]
- V. Malynkovyč, Afghanistan in Fire, (1985)
- V. Malynkovyč, Tři revoluce a dvě perestrojky. Etudy k tématům sovětských dějin, 368 s., Moskva: IGPI, 2008
- V. Malynkovyč, Století vykloubené... Odkaz doby rozpadlé, 352 s., Vidavnittvo Folio, 2008, ISBN 978-5897930371
- V. Malynkovyč, „Věk století“. Náčrty duchovních dějin velkých národů (Rusů a Němců), 379 s., Vid. Folio, 2010, ISBN 978-9660352759
- V. Malynkovyč, Náčrt dějin evropské kultury nové doby, 252 s., Vid. Folio, 2011, ISBN 978-9660357341

#### Články
- Ein Friedensplan für die Ukraine, Die Zeit on line 2.09.2014
- Двадцять років демократичного транзиту (Dvacet let demokratického přechodu) Forum ua, 28.09.2011
- Владимир Малинкович: Русская интеллигенция кончилась в 93-м, а украинская и не начиналась - Rozhovor pro ruské médium RosZarubezhCentre 18.07.2008